# Загрей
Загре́й (др.-греч. Ζαγρεύς) — в древнегреческой мифологии божество мистерий, отождествлявшееся с Дионисом, так называемый старший Дионис. Загрей — эпитет Диониса, иногда Аида. Упомянут в «Алкмеониде» (фр. 3. Бернабе), в сатировской драме Эсхила «Сизиф-беглец» (фр. 228 Радт).

## Рождение
Согласно Нонну Панополитанскому, Зевс посетил Персефону в виде змея, и та родила ему рогатого младенца Загрея, то есть Диониса. Вскормлен Деметрой. По орфикам, вскормлен Персефоной. Эсхил в «Сизифе» называет его сыном Аида.
«На монетах IV в. до н. э. из Праса встречаем изображение женщины, ласкающей Зевса-змея, в ней нетрудно узнать Персефону».

## Загрей и титаны
Едва успев появиться на свет, новорождённый воссел на трон Зевса и, получив от Зевса скипетр, в подражание великому богу стал своей крохотной ручонкой потрясать молнией и метать перуны.
Однако титаны-заговорщики напали на божественного ребёнка, когда тот смотрелся в зеркало. Гера устранила стражей подарками и с помощью погремушек и зеркала выманила младенца с трона. Какое-то время Дионису удавалось спасаться от преследователей, по очереди превращаясь то в Зевса, то в Крона, то в юношу, то во льва, то в лошадь, то в змею.
Когда же Дионис принял образ быка, титаны настигли его и растерзали, измазав лицо белым мёдом. Семь кусков тела они поместили в треножный сосуд, сварили, поджарили и съели. Осталось нетронутым лишь сердце Диониса, то есть сама сущность бога.
Титаны, вкусившие его плоть, были испепелены молниями Зевса, и из этого пепла, смешавшегося с кровью бога, произошёл человеческий род, который и отличается дерзновенностью титанов и страдальчеством Диониса.

## Сердце Диониса
Афина спасла его сердце. Аполлон похоронил его в Дельфах, собрав куски тела в сосуд.
Судьба этого сердца в разных мифах описана по-разному. Где-то полагают, что его проглотил Зевс и дал второе рождение сыну через Семелу. В другом предании сердце было измельчено в порошок, из которого была сделана настойка для Семелы. Где-то Дионис вообще считается внебрачным сыном Зевса и Деметры. В этой версии мать собрала части ребёнка и возродила их. Где-то полагали, что Дионис возродился сам. Существовало и предание, что Загрей призрачно существовал в Аиде до тех пор, пока Дионис не воссоединился с ним во время своего сошествия в Аид.
- См. комментарий Д. О. Торшилова в кн.: Гигин. Мифы. СПб, 2000. С. 201 (перечень источников).

## В культуре
- В видеоигре Hades Загрей является протагонистом игры. Подан как сын Аида и Персефоны, а упомянутый выше миф о Загрее и титанах рассказывает в качестве байки Орфею — придворному музыканту Аида — по просьбе Диониса.